# Janik Haberer
Janik Haberer (ur. 2 kwietnia 1994 w Wangen im Allgäu) – niemiecki piłkarz grający na pozycji pomocnika. Od 2022 roku zawodnik 1. FC Union Berlin.

## Życiorys
W czasach juniorskich trenował w klubach: FC Wangen 05, FV Ravensburg, FC Memmingen i SpVgg Unterhaching. W latach 2012–2014 grał w seniorskiej drużynie Unterhaching. 1 lipca 2014 odszedł za pół miliona euro do TSG 1899 Hoffenheim. Występował w nim w drużynie rezerw w Regionallidze Südwest. Od 1 lipca 2015 do 30 czerwca 2016 przebywał na wypożyczeniu w VfL Bochum. W 2. Bundeslidze zagrał po raz pierwszy 26 lipca 2016 w wygranym 1:0 meczu z SC Paderborn 07, w którym strzelił gola. W sezonie 2015/2016 rozegrał w sumie 33 mecze w lidze, w których strzelił trzy bramki. 1 lipca 2016 został zawodnikiem SC Freiburg, a kwota transferu wyniosła 2 miliony euro. W Bundeslidze zadebiutował 28 sierpnia 2016 w przegranym 1:2 spotkaniu z Herthą BSC. Grał w nim do 66. minuty, po czym został zmieniony przez Nilsa Petersena.
Wraz z reprezentacją do lat 21 w 2017 roku wystąpił na Euro U-21 rozgrywanym w Polsce, na którym Niemcy zdobyły mistrzostwo.